# Nososticta koolpinyah
Nososticta koolpinyah är en trollsländeart som beskrevs av Watson och Theisching. 1984. Nososticta koolpinyah ingår i släktet Nososticta och familjen Protoneuridae. IUCN kategoriserar arten globalt som otillräckligt studerad. Inga underarter finns listade i Catalogue of Life.